# Manual Digest

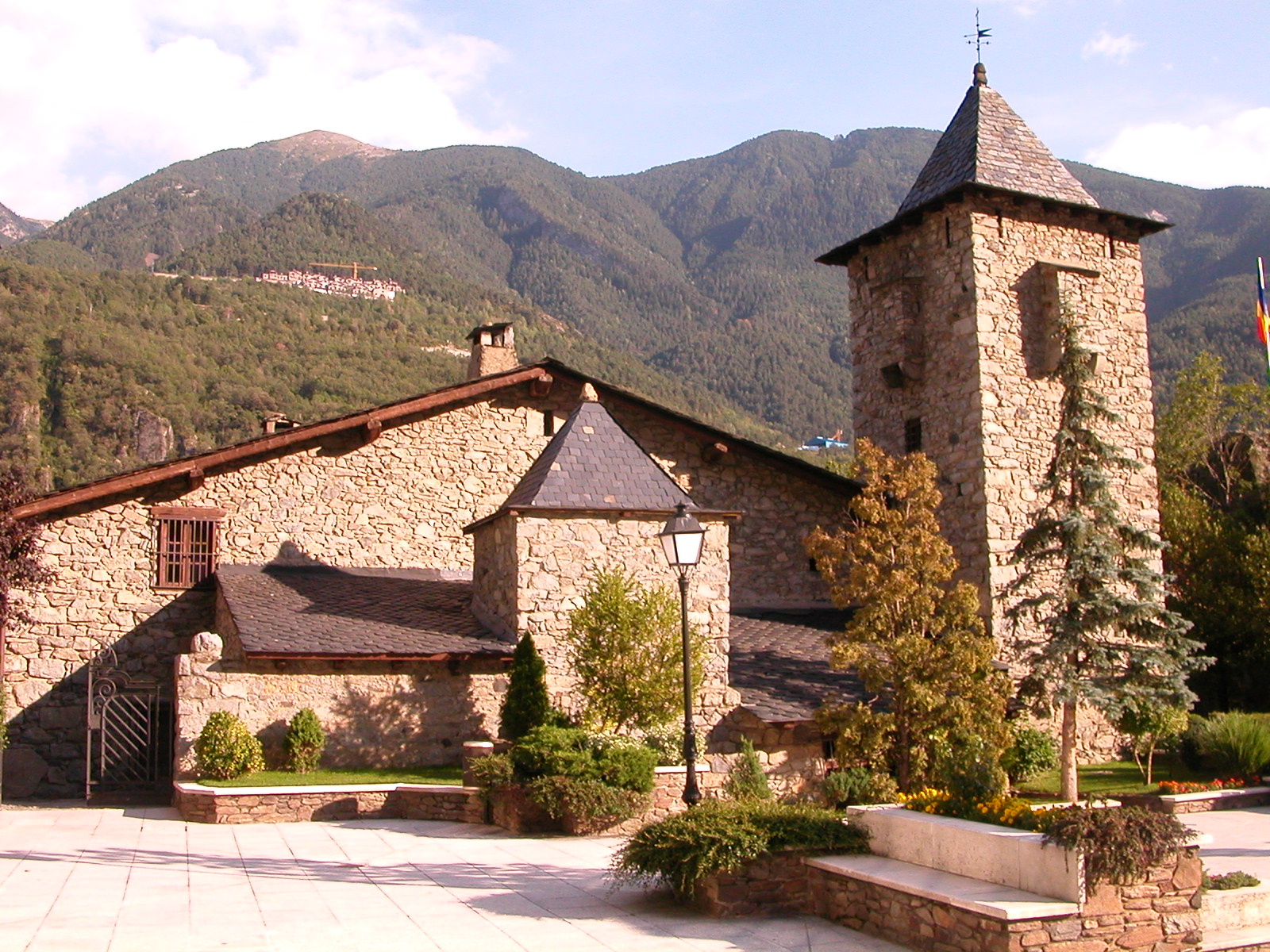
La Casa de la Vall, lieu de conservation d'une copie du manuscrit et siège du Conseil général d'Andorre

Le Manual Digest est un livre écrit en 1748 par Antoni Fiter i Rossell, un viguer, docteur en droit et avocat, originaire de la paroisse d'Ordino, à la demande du conseil général d'Andorre.

## Présentation
Le titre complet est « Manual Digest de las Valls neutras de Andorra, en lo qual se tracta de sa Antiguitat, Govern y Religio, de sos Privilegis, Usos, Preheminencias y Prerrogativas », mais il est souvent désigné sous le terme de « Bible de l'Andorre ». Inspiré par l'Encyclopédie française et l'esprit des Lumières, il offre un résumé de l'histoire andorrane, de son organisation politique mais aussi de ses us et coutumes. L'ouvrage est une continuation du droit coutumier traditionnel basé sur la loi catalane romain et canonique initié dans les Usages de Barcelone. Il apporte de précieux renseignements historiques notamment au travers de la transcription de documents andorrans concernant Charlemagne et Louis le Pieux. Le livre comprend également une série de dictons et de normes morales sous la dénomination de «maximes».
Le manuscrit original est conservé dans le lieu de naissance d'Antoni Fiter i Rossell, c'est-à-dire à la casa Fiter-Riba (ou casa Rossell) d'Ordino. Il existe deux copies, l'une est placée dans l'armoire aux sept clés de la casa de la Vall à Andorre-la-Vieille et l'autre est à la Seu d'Urgell.
Le Manual Digest est l'un des plus importants livres en langue catalane du XVIIIe siècle au vu de son influence. Jusqu'en 1993, date à laquelle fut promulguée la constitution d'Andorre, le livre a servi de référence dans le domaine politique du pays. En 1987, le conseil général proposa une réimpression du Manual Digest, et un format poche a vu le jour en 2000.
En 1763, un autre ouvrage important pour l'histoire de la principauté paraît. Il s'agit du Politar Andorrà du prêtre Antoni Puig, né à Escaldes. Celui-ci s'est appuyé sur le Manual Digest afin de consigner d'autres usages andorrans de l'époque.
Il existe différents timbres commémoratifs concernant le Manual Digest.